# Aeroportul Kununurra
Aeroportul Kununurra (IATA: KNX, ICAO: YPKU) este un aeroport din Australia de Vest, Australia ce deservește zona Kununurra⁠(d). Aeroportul a fost tranzitat în 2022 de 92.682 de pasageri.
Situat la o altitudine de 44 m, aeroportul dispune de o singură pistă.